# Hafþi
Según la Gutasaga Hafdi (Hafthi, en nórdico antiguo: Hafþi) era hijo del caudillo Þjálfi, descubridor de la isla de Gotland. Hafdi casó con Huítastjerna o Vitastjerna y tuvo tres hijos: Graip, Gaut y Gunfjaun, los ancestros de los gautas que se repartieron el territorio de la isla en tres partes hasta la gran migración goda hacia el sur.
| Predecesor: þjálfi | Rey de los Godos Siglo I a. C. | Sucesor: Gauti |